# Horace Silver Quintet (Volume 3)
| Recensione | Giudizio |
| ---------- | -------- |
| AllMusic   |          |

Horace Silver Quintet (Volume 3) è il terzo album discografico del pianista jazz statunitense Horace Silver (l'album è a nome Horace Silver Quintet), pubblicato dalla casa discografica Blue Note Records nel maggio del 1955.

## Tracce

### LP
Lato A
1. Room 608 – 5:19 (Horace Silver)
2. Creepin' In – 7:25 (Horace Silver)

Lato B
1. Doodlin' – 6:44 (Horace Silver)
2. Stop Time – 4:05 (Horace Silver)

## Musicisti
- Horace Silver - pianoforte
- Kenny Dorham - tromba
- Hank Mobley - sassofono tenore
- Doug Watkins - contrabbasso
- Art Blakey - batteria

Note aggiuntive
- Alfred Lion - produttore
- Registrazioni effettuate il 13 novembre 1954 al Van Gelder Studio di Hackensack, New Jersey (Stati Uniti)
- Rudy Van Gelder - ingegnere delle registrazioni
- Francis Wolff - fotografie
- John Hermansader - design copertina album[4] [5]